# Долина (Обухівський район)
Доли́на — село в Україні, в Обухівському районі Київської області. Населення становить 363 особи.
Метричні книги, клірові відомості, сповідні розписи церкви Покрова Пресвятої Богородиці с. Долина XVIII ст. — Київської сот. Київський п., з 1781 р. Київського пов. Київського нам., з 1797 р. Київського пов. Київська губ.; ХІХ ст. — Трипільської волості Київського пов. Київської губ. зберігаються в ЦДІАК України. http://cdiak.archives.gov.ua/baza_geog_pok/church/doly_001.xml [Архівовано 21 грудня 2018 у Wayback Machine.]

## Населення

### Мова
Розподіл населення за рідною мовою за даними перепису 2001 року:
| Мова            | Кількість | Відсоток |
| --------------- | --------- | -------- |
| українська      | 443       | 93.65%   |
| російська       | 24        | 5.07%    |
| гагаузька       | 3         | 0.64%    |
| інші/не вказали | 3         | 0.64%    |
| Усього          | 473       | 100%     |

## Географія
У селі бере початок річка Махна.

## Транспорт
Біля села наявний спортивний аеродром Долина.

## Відомі уродженці
- Пелешенко Василь Іларіонович (28 червня 1927 — 2014) — український гідрогеолог, гідрохімік, доктор географічних наук, професор Київського національного університету імені Тараса Шевченка, академік Української екологічної академії наук із 1992 року та Академії наук вищої школи від 1997 року.

## Історична довідка
До складу Долинянської сільської ради  входять: село Долина і село Макарівка.
Село Долина – центр Долинянської сільської ради.
Село Долина знаходиться в лісостеповій зоні Київської області і розташоване в південно-східній частині Обухівського району, на правому березі річки Дніпро.
Село Долина своєю назвою повністю виправдовує своє розташування в долині маленької річечки Мохна –притоки невеликої річки Красна, що впадає з заходу у велику річку східної Європи Дніпро.
Типовими краєвидами села є  долини і пагорби висотою до 195 метрів над рівнем моря, які покриті густим різнотрав’ям і підліском, зарослі кущами і деревами.
Село Долина розташоване на правобережжі середнього Подніпров’я, всього за 8 км на захід від річки Дніпро.
Давня історія цього регіону і села Долина (включно ) досліджена археологами і встановлено, що вона була заселена  людьми починаючи з періоду кам’яного віку, тобто декілька десятків  тисяч років тому.
Цікаве і те, що село розташоване на перехресті двох давніх археологічних культур: трипільської (У-ІІІ тис.до нашої ери) та черняхівської (ІІІ-І тис.до нашої ери), відкриття яких зроблено славнозвісним київським археологом В.В.Хвойкою.
На долинянських полях зберігається курган скитського часу – Плоска Могила.
Адміністративна територія Долинянської сільської ради  і куди входять села Долина і Макарівка  займає площу 2063 га, з них більше двох третин - 1580 га  представлена рілля сільськогосподарського використання.
Площа населеного пункту села Долина займає 231,5 га, дворів 275, населення 590 чоловік.
Відстань до райцентру м. Обухів 12 км, до обласного міста Київ 38 км, до залізничної станції Трипілля-Дніпровське 13 км до залізничної станції Озерна приміського сполучення 3,5 км.
День Села відмічається в першу неділю жовтня. Релігійне свято – Храм відмічається 14 жовтня на Покрову.
Початок заснування сучасного села Долина треба відносити до періоду князювання Семена  Олельковича, тобто до 1450-1470 років – 1462 року. 
Точної дати поки не знайдено.
Кінець ХVІ і початок ХVІІ століття було неспокійним  часом для України, коли  українські землі  належали магнатам  Речі Посполитої, а українська православна церква, як усі  українці – православні  зазнавали великі утиски. 
Це сталося після  1569 р., Люблінської унії, яка формально об’єднала Литву та Польщу в одній державі - Речі Посполитої.
Польська шляхта особливо активно почала привласнювати  українські землі.
Особливо тяжке становище було у частини селян, які знаходились на умовах кріпацтва  у польських панів.
Селяни працювали на ріллі у пана  спочатку 8-10 днів на рік а потім  по 2-4 дні на тиждень.
Крім того на селян були  призначені  різні  податки , які називались «подимщина» тобто податки на кожен двір - господарство, яке носило назву «дим» (від пічної труби з якої у кожній хаті йшов дим).
Панщина в ХVІІ столітті доходила до 200 днів на рік.
Економічне гноблення і особливо національне пригнічення народу призвело до селянсько-козацьких повстань проти утисків польської влади і шляхти.
У 1592 козаки К.Косинського успішно штурмували практично згнилий Київський замок.
У 1595-96 рр. повстання очолив Северин Наливайко та Григорій Лобода, а в 1630 р. Тарас Федорович. Район цих повстань охоплював і території на південь від Києва так звану «Трипільщину», а учасниками цих повстань були і селяни та козаки навколишніх сіл і не виключено, що в них брали участь селяни села Долина.
Місця навколо с.Долина відомі і тим, що тут проходили загони  козацьких повстань проти утисків польської влади.
Події, які відбувалися під час визвольної війни під проводом Б. Хмельницького, мали безпосереднє відношення до історії села Долина.
«В путишествии Антиохийского патриарха Макария (що відвідав Україну у 1659 році) Долина названа крепостью, укрепленной пушками, которую впрочем казаки Хмельницького взяли приступом  и умертвили до 2000 жидов здесь скрывавшихся. Впрочем известно, что в этом путешествии  все приувеличено. От р. Красной в предместья сел. Красного и Козиевки, Долина лежит не более 1 ½ версты» (Похилевич 2007 год ст.85).
Під час визвольної війни Б.Хмельницький універсалом 1656 р. пожалував  Долину  разом з поселеннями Трипільщини Києво-Печерському монастиреві.
За Андрусівським перемир’ям 1667 р. Долина у складі Трипільщини відійшла в підданство  Росії, а з 1690 р. надалася у володіння Київській митрополітичній кафедрі.
Митрополит Варлаам Ясинський відпустив містечко Трипілля з довкілля Києво-Софійському кафедральному монастиреві: в Долині знаходився монастирський «фільварок».
Належність маєтності монастиреві царською грамотою підтвердив Петро І 11 квітня 1700 р. У грамоті володіння Свято-Софійського Дому (кафедрального монастиря)  окреслювалися «грантами от Безрадицких до Нещерова, от Германовки прость к вершине Красной Долины степью поза Черняховым, понад Кагарлыком до речки Рясови (Росави) Належність Долини Свято-Софійському Дому підтверджував і універсал гетьмана Івана Скоропадського 1709 р.
У 1711 р. від російської Трипільщини до польського Білоцерківського староства відійшли села Долина, Гусачівка і Григорівка.
Між долинянськими землями, що знаходились на російському боці, і гусачівськими- з польського боку, проліг польсько-російський кордон.
Між долинянцями і гусачівцями почалися справжні війни за землю. Одна з них, у 1750-х роках, тривала 7 літ. В її перебіг змушена була втрутитись цариця Єлизавета.
У 1767 р. після секуляризації монастирських земель Долина стала державним селом, а селяни – казенними і переведеними на грошову ренту.
У 1781 р. в с.Долина споруджено Покровську церкву.
Одним з відомих документів середини ХІХ ст. по історії сіл Київщини є так звані «Альбоми…» Де Ля Фліза (1787-1861), з цього «Альбому..»  ми дізнаємось, що с.Долина  розташоване в 30 верстах від Києва. Вау.
В селі є дві річки Мохна та Мирожка. Біля села знаходяться дві гори висотою біля 5 саженів та 67 ярів під узвишшям.
Рівнина біля села невелика і має в довжину  біля 2 верств та завширшки 1 версту.
Ліси представлені чагарниками в яких ростуть дубові зарослі, граб, берези та ліщина. Їх довжина біля 500, ширина 20 саженів.
Грунти в селі чорноземні плодючі. Селяни переважно вирощують пшеницю, жито, гречку, овес, ячмінь, просо, коноплі.
Селяни в себе на городах вирощують здебільшого картоплю, капусту, буряк, квасолю, огірки, кукурудзу, гарбузи та коноплі.
В господарстві  тримають в селі  близько 200 волів,166 корів, 200 свиней, 1000 овечок, 7 коней.
Велика кількість волів і незначна кількість коней свідчать що село було небагатим, основна діяльність селян була направлена на обробіток землі. Хат в селі нараховувалось близько 90. Під час опису с. Долина Де Ля Флізом (це 40-50 роки ХІХ століття) в селі проживало чоловіків - 389 , жінок - 415, а разом населення складало 804 людини.
Одягаються селяни в домашній одяг, чоловіки, жінки і дівчата обов’язково носять чоботи, останні навіть «красные сапоги».
Де Ля Фліз відмітив навіть таке: хоча в селі і вживають горілку, але п’яниць немає.
Цікаво, що він відобразив з натури і таку особливість с. Долина, як наявність в деяких більш багатих хазяїв хат з двома дверима, і бідних – з одними.
Завдяки малюнкам зробленим Де Ля Флізі, можна уявити зараз і архітектурний вигляд церкви с. Долина в середині ХІХ ст. побудовану в 1781 р.
Церква була по середині села, дерев’яна, стрімка трьох ступінчата, трьома високими навісами, поруч неї ганок і дві зелені тополі.
Окремо він зробив декілька малюнків вигляду селян не розділяючи їх по окремих селах.
Це свідчить про те, що тоді існувала загальна мода одягання  в селах цієї місцевості.
На малюнку «Мешканці та Обухівського товариств» зображені два чоловіки і дві жінки. Обидва чоловіки мають довгі вуса, одягнені в кожухи, підперезані широкими поясами, на ногах у них чоботи.
В яскравому вбранні зображені жінки: внизу сорочка з виступаючою з під свитки вишиваною каймою. На ногах у жінок – червоні чоботи, на голові намітки, оздоблені вишитим орнаментом.
Такий одяг був характерний для всього сільського населення правобережжя Середньої Наддніпрянщини.
В 1900 р в с. Долина нараховувалось 296 дворів і 1533 мешканці. Потроху розвивалось і виробництво. Так селянин Василь Письменний побудував водяний млин, а на  горбах біля села стояло 12 вітряків, що належали заможним селянам.
Крім православної церкви Покрови в селі знаходилась і  школа грамоти, відкрита іще в 1860 році.
Протягом ХІХ і початку ХХ століть в Україні почали будуватись цукрові заводи, які давали селянам роботу а їх власникам  нечувані прибутки.
В сусідньому з Долиною селі Григорівка що належала землевласнику Казимиру Мілевському та зятю Маврикію Комаровичу  ще в 1844 р. споруджується цукроварня, яка була однією з найдавніших на Київщині і Україні.
На цій цукроварні протягом ХІХ ст. та початку ХХ століття працювало багато долинян .
Деякі мешканці села Долина ходили на заробітки в м. Київ.
Українська революція не обійшла стороною і с. Долину.
Мешканці села за 3 роки (1917 -1920) пережили стільки змін влади, яких могло вистачити на декілька століть: від влади всеросійського самодержавця імператора Миколи ІІ, Тимчасового Уряду Росії, гетьманату Скоропадського, Української Демократії, С. Петлюри, окупації більшовиків, окупації армії Денікіна, німецькими, польськими військами до безпосередньої участі у повстанні Зеленого  і встановленні самостійної влади.
Типовими визначниками  їх  життя  в ті часи були події, що відбувалися в Києві, Обухові, Трипіллі, Григорівці.
Влітку 1919 року долинянці брали участь в русі повсталих селян Київщини, який очолював отаман Данило Зелений. Колективізація сільського господарства  в Україні  розпочалася в 1929-1930 рр.
В с. Долина у 1929 р. була створена сільськогосподарська артіль, а потім колгосп імені Ворошилова при цьому було розкуркулено 8 сімей. Мешканка с.Долина Іщенко Варвара Луківна  згадує: «Розкуркулили нас десь 1930-1931 рр. Вигнали з хати  десь у березні місяці.
Було нас 11 осіб: батько, мати, дід і 8 дітей. Забрали в хаті все, у подвір’ї: корову, реманент, все що можна було забрати. Ще тільки сніг зійшов, так рвали що – не будь: кінський щавель, з нього варили борщ». На хуторі Макарівка був створений окремий колгосп ім. Леніна.
Зі створенням колгоспів і розпочалась страшна біда, бо селяни не хотіли працювати задарма на колгоспних полях, врожай з яких майже повністю вивозився державними органами.
Страшний голодомор 1932-1933 рр. був штучно організований радянською владою, щоб налякати селянина і змусити його працювати у колгоспі в інтересах тільки держави  
Багато збитків і людських жертв принесли в село колективізація. Голодомор і репресії в 1930 роках. Під час голодомору кожен п’ятий долинянець помер голодною смертю. В с. Долина від голоду померло 350 людей, в с. Макарівка - 20. 
Списки померлих  жорстокою смертю  від голоду у 1932-1933 рр. Нехай хоч імена їх залишаються навічно у пам’яті.
Долинянська сільська рада провела доволі важливу акцію, запровадивши анкети  на які дали відповіді  ще живі свідки голодомору 1933 р.
Це зроблено вкрай вчасно, бо їх стає  все менше і менше, а їх свідчення вкрай важливі історичні джерела тої страшної трагедії.
Так Плюта Марія Мусіївна, яка народилась в 1924 році, а 1933 р. їй було 9 років, повідомила: «Голод 1933р та 1946 р. пам’ятаю добре. У 1933 р. врожай був хороший, але все забрали під мітлу, навіть зварене з печей викидали. Робили це свої  бригади і ходили. Ховали всіх  померлих на кладовищі у загальній ямі.
Керувала похованнями сільська рада. Призначали людей з села і ті їздили і забирали мертвих людей у кожній хаті. Були і страшні випадки: була я в школі і чула, що хлопчик говорив, що хоче холодцю, бо нерідна мати зарізала дочку Варочку і зварила».
Цей факт канібалізму в с.Долина в 1933 р. підтвердили  майже всі в своїх анкетах.
Кожна анкета то страшний історичний документ спогадів про голодомор 1933 р.
Згідно наведеним статистичним даним органами ГПУ (головне політичне управління) в Обухівському районі на 01.03.1933 р. голодом було охоплено  30 населених пунктів, а кількість сімей голодуючих  нараховувала 3370, серед них 8460 дорослих людей, 7031 дітей.
Тяжке випробування випало на долю  жителів  с.Долина і Макарівка в роки Другої світової  війни.
Про початок війни жителі сіл Долина і Макарівка дізналися одними з перших в Україні і у всьому Радянському Союзі, тому що «… ровно в 4 часа, Киев бомбили и нам обьявили, что началася война». Насправді перші бомби впали на Київ приблизно о 7 годині. На світанку 22 червня 1941 року ворожа авіація бомбардувала Київ, а 23 червня в Київській області було оголошено військовий стан та мобілізацію. Всього на території с. Долина і с. Макарівка, як в Обухівському районі було проведено за період з 23 червня по 3 серпня 1941 року 3 мобілізації  чоловіків найстаршого віку, які підлягали мобілізації.  
До історії с. Долини безумовно, мають відношення військові події, що пов’язані з південною ділянкою оборони Києва, що діяла з 8 серпня до 16 вересня 1941 р.
Села Долина і Макарівка були окуповані німецькими загарбниками через 41 день від початку війни.
Німці встановили жорстокий режим влади на окупованих землях в тому числі  і в наших селах Долина і Макарівка.
У селян забирали не тільки збіжжя, худобу, а  й забирали молодь для роботи у Німеччину.
Знову як і колись в ХУІ- ХX ст. татари, росіяни, а тепер німці забирали у рабську неволю  молодих дівчат і хлопців.
Шість тисяч юнаків і дівчат  вивезли  з населених пунктів Обухівського району, півтори тисячі  не повернулися до рідних домівок. 10% загинули.
Окупація с. Долина і с. Макарівка тривала 830 днів.
Відвоювання попередніми окупантами Обухівського району почалася в листопаді 1943 року.
Обухівщину відвойовували  три ударні артилерії 1-го Українського фронту: 27-ма, 38-ма і 40-ва.
Після відвоювання Києва 6 листопада 1943 року німці побудували на південь від нього дуже складну оборонну лінію. Це особливо стосується і їх оборонної лінії по р. Красній. Лінія фронту розділила села Верем’я  Макарівку і Семенівну.
Хутір Макарівка радянською артилерією майже весь був знищено - із 100 хат залишилось тільки 7.
Оборонні бої на території с. Долина і Макарівка тривали з 9 листопада  до кінця грудня 1943 р. Бої були суворі і кровопролитні, свідками їх стали Братські могили в с. Долина і Макарівка – по всьому районі.
За цей період було мобілізовано до лав Радянської армії біля 5500 чоловік, яких  не обмундированих, не навчених, - як були в своїй одежі відразу  кинули як «гарматне м’ясо» в бій.
Усі мобілізовані з навколишніх сіл Обухівського району 5500 чоловік загинули у перших боях.
За  роки війни населення  сіл Долина і Макарівка скоротилося на  715 наших односельчан.
Після подальшого наступу радянських військ на захід  жителі сіл Долина і Макарівка, що залишились живі, прийнялися за відновлення мирного життя, та працювати для виробництва продуктів для фронту.
В с. Долина розміщувався і с. Макарівка розміщувався об’єднаний спільний колгосп ім. Калініна, який займався вирощуванням зернових культур та цукрових буряків.
Послідуючі 1989-2000 рр. в с. Долина  розміщувалась агроспілка «Долина», яка згодом в 2000 р. реорганізувалась в Закрите акціонерне сільськогосподарське товариство «Долина», яке існує в даний час. Зараз на території села розташоване ЗСАТ «Долина» та СГТОВ «Урожай».
Про трудові подвиги мирної праці жителів сіл Долина і Макарівка  відомо по всій Київщині і Україні.   
Добру славу селу принесли механізатори буряководи. Так механізована ланка по вирощуванню цукрових буряків в складі ланкового Іщенко Івана Романовича та механізаторів Іщенко Миколи Антоновича та Іщенко Михайла Івановичу, освоїли технологію машинного вирощування цукрових буряків на площі 150-200 га та стабільно протягом 15 років вирощували по 500-530 центнерів з 1 га цукросировини.
Багато жителів сіл Долина і Макарівка завдяки своїй славній праці відзначені високими державними нагородами:
- Іщенко Іван Романович - нагороджений орденами “Леніна”, “Жовтневої революції”, “Знак пошани ” та ювілейними медалями
- Плюта Григорій Степанович - нагороджений орденами “Жовтневої революції”, “Трудового червоного прапора”, “Знак пошани” та ювілейними медалями
- Пелешенко Володимир Олексійович - нагороджений орденом “Дружби народів”
- Кіяниця Тетяна Якимівна орден «Трудової слави» ІІІ ступеня та ювілейними медалями
- Кіяниця Катерина Йосипівна, Онищенко Ніна Іванівна, Онищенко Григорій Семенович

У всі періоди люди с. Долина і Макарівка виявляли себе працьовитими, мужньо сприймали всі лихоліття історії України. Їхня кров, життя причетні до всіх історичних періодів ХУ до XXI століття.
Село Макарівка входить до складу Долинянської сільської ради.
Розташоване за 5 км від с. Долина.
Площа населеного пункту - 65,5 га.
Населення - 76 осіб.
Кількість дворів - 87.
Історична дата утворення - 1922 рік.
У селі діє ФАП, клуб, працює виїзний магазин.    
Село повністю газифіковане і телефонізоване.       
Нині с. Долина це мальовничий куточок, яке повністю газифіковане, телефонізоване. У селі діє ЗОШ І-ІІ ступенів на 190 учнів ФАП, дитсадок «Веснянка» на 25 дітей, Будинок культури, бібліотека, відділення зв’язку, філія Ощадного банку, працюють 2 магазини. Добре транспортне сполучення з районним центром  та м.Києвом.

Населення стало заможне: кожна друга сім’я має автомашину, благоустроєні житлові будинки зі супутниковим зв’язком, інтернетом, новітньою побутовою технікою та іншими  надбаннями цивілізації.